# Love (гурт)
Love — американський рок-гурт кінця 60-х і початку 70-х років. Лідери гурту — вокаліст, автор текстів і гітарист Артур Лі і другий автор текстів і гітарист Браян МакЛін. В їхній музиці з'єдналися елементи рок-н-ролу, гаражного року, фолку і психоделії. Досить помірна успішність гурту не йде ні в яке порівняння з тим, наскільки високо оцінюється її творчість критиками. Альбом 1967 року «Forever Changes» вважається критиками одним із найкращих альбомів в історії рок-музики, він посідає 40-у сходинку у Списку 500 найкращих альбомів усіх часів за версією журналу Rolling Stone

## Дискографія

### Студійні альбоми
| Рік  | Назва                                                                  | Вищі позиції в хіт-парадах | Вищі позиції в хіт-парадах |
| Рік  | Назва                                                                  | UK                         | US                         |
| ---- | ---------------------------------------------------------------------- | -------------------------- | -------------------------- |
| 1966 | Love - Лейбл: Elektra Records - Формат: CD, DL, LP                     |                            | 57                         |
| 1967 | Da Capo - Лейбл: Elektra Records - Формат: CD, DL, LP                  |                            | 80                         |
| 1967 | Forever Changes - Лейбл: Elektra Records - Формат: CD, DL, CS, LP      | 24                         | 154                        |
| 1969 | Four Sail - Лейбл: Elektra Records - Формат: CD, DL, LP                |                            | 102                        |
| 1969 | Out Here - Лейбл: Blue Thumb /Harvest - Формат: CD, LP                 | 29                         | 176                        |
| 1970 | False Start - Лейбл: Blue Thumb - Формат: CD, LP                       |                            | 184                        |
| 1974 | Reel to Real - Лейбл: RSO Records - Формат: LP(тираж 1000 штук)        |                            |                            |
| 1992 | Arthur Lee & Love - Лейбл: New Rose - Формат: CS, CD, LP               |                            |                            |
| 2009 | Love Lost - Записан в 1971 году - Лейбл: Sundazed - Формат: CD, DL, LP |                            |                            |
| 2011 | ' Black Beauty' - Записаний в 1973 році                                |                            |                            |

### Концертні альбоми
- 1980: Love Live (концерт 1978 року)
- 1982: Studio/Live (вторая часть — концерт 1970 року)
- 2003: The Forever Changes Concert
- 2003: Back on the Scene — live at «My Place», Santa Monica, 1991

### Компиляції
- 1995: Love Story 1966—1972
- 2003: The Best of Love
- 2006: Love: The definitive Rock Collection"

### сингли
- березень 1966: «My Little Red Book»/«A Message To Pretty»
- липень 1966: «7 and 7 Is» b/w «No. Fourteen»
- грудень 1966: «She Comes In Colors»/«Orange Skies»
- березень 1967: «Que Vida»/«Hey Joe»
- грудень 1967: «Alone Again Or»/«A House Is Not A Motel»
- червень 1968: «Your Mind and We Belong Together» b/w «Laughing Stock»
- 1994: «Girl on Fire» b/w «Midnight Sun»